# Lori McNeil
Lori McNeil (San Diego, 18 dicembre 1963) è un'ex tennista statunitense.

## Carriera
Ha giocato costantemente nel WTA tour per 19 anni, dal 1983 al 2002, ed ha raggiunto 5 finali nei tornei del Grande Slam vincendo però solamente il doppio misto all'Open di Francia 1988.
In carriera ha vinto 10 titoli in singolare raggiungendo come massima posizione in classifica il nono posto nel luglio 1988, in doppio ha vinto invece 33 tornei raggiungendo la quarta posizione in classifica nel novembre 1987.

Durante il WTA Tour Championships 1992 ha sconfitto al primo turno Steffi Graf; fu la prima volta dal 1985 in cui la tennista tedesca venne eliminata al primo turno di un torneo. Nel Torneo di Wimbledon 1994 le due si incontrarono nuovamente al primo turno e la McNeil eliminò la tedesca anche stavolta; Steffi Graf era la detentrice del titolo ed è stata la prima volta nella storia dei tornei del Grande Slam in cui la campionessa in carica veniva eliminata al primo turno.

## Statistiche

### Singolare (10)
| Legenda               |
| Grande Slam (0)       |
| WTA Championships (0) |
| Tier I (0)            |
| Tier II (1)           |
| Tier III (2)          |
| Tier IV & V (7)       |

| Titoli per tipo di superficie |
| Cemento (4)                   |
| Terra (0)                     |
| Erba (4)                      |
| Sintetico (2)                 |

| No. | Data              | Torneo                                     | Superficie    | Avversario in finale | Punteggio     |
| 1.  | 21 settembre 1986 | Eckerd Tennis Open, Tampa                  | Cemento       | Zina Garrison        | 2–6, 7–5, 6–2 |
| 2.  | 28 settembre 1986 | Virginia Slims of Tulsa, Tulsa             | Cemento       | Beth Herr            | 6–0, 6–1      |
| 3.  | 28 febbraio 1988  | RMK Championships Oklahoma City            | Sintetico (I) | Brenda Schultz       | 6–3, 6–2      |
| 4.  | 17 luglio 1988    | Virginia Slims of Newport, Newport         | Erba          | Barbara Potter       | 6–4, 4–6, 6–3 |
| 5.  | 20 agosto 1989    | Virginia Slims of Albuquerque, Albuquerque | Cemento       | Elna Reinach         | 6–1, 6–3      |
| 6.  | 17 febbraio 1991  | Virginia Slims of Denver, Denver           | Sintetico (I) | Manon Bollegraf      | 6–3, 6–4      |
| 7.  | 14 aprile 1991    | Japan Open Tennis Championships, Tokyo     | Cemento       | Sabine Appelmans     | 2–6, 6–2, 6–1 |
| 8.  | 21 giugno 1992    | AEGON International, Eastbourne            | Erba          | Linda Harvey Wild    | 6–4, 6–4      |
| 9.  | 13 giugno 1993    | AEGON Classic, Birmingham                  | Erba          | Zina Garrison        | 6–4, 2–6, 6–3 |
| 10. | 12 giugno 1994    | AEGON Classic, Birmingham (2)              | Erba          | Zina Garrison        | 6–2, 6–2      |

## Finali nei tornei del Grande Slam

### Doppio

#### Finali perse (1)
| Anno | Torneo          | Superficie | Compagna      | Avversarie in finale            | Punteggio |
| 1987 | Australian Open | Erba       | Zina Garrison | Martina Navrátilová Pam Shriver | 6–1, 6–0  |

### Doppio misto

#### Vittorie (1)
| Anno | Torneo          | Superficie  | Compagno     | Avversari in finale             | Punteggio |
| 1988 | Open di Francia | Terra rossa | Jorge Lozano | Brenda Schultz Michiel Schapers | 7–5, 6–2  |

#### Finali perse (3)
| Anno | Torneo          | Superficie  | Compagno         | Avversari in finale                    | Punteggio     |
| 1987 | Open di Francia | Terra rossa | Sherwood Stewart | Pam Shriver Emilio Sánchez             | 6–3, 7–6(4)   |
| 1992 | Open di Francia | Terra rossa | Bryan Shelton    | Arantxa Sánchez Vicario Mark Woodforde | 6–2, 6–3      |
| 1994 | Wimbledon       | Erba        | T. J. Middleton  | Helena Suková Todd Woodbridge          | 3–6, 7–5, 6–3 |